# Липино (Свердловская область)
Липино — село в Свердловской области, входящее в Артёмовский муниципальный округ. Управляется Мироновской сельской администрацией.

## Географическое положение
Село Липино муниципального образования «Артёмовский муниципальный округ» Свердловской области располагается на правом берегу реки Реж, выше устья правого притока реки Липинский Лог, в 18 километрах на северо-запад от города Артёмовский. В окрестностях села располагаются детский летний лагерь и береговая скала Мантуров Камень.

## История села
Село основано в 1648 году казацким атаманом Андреем Липиным. Деревня контролировала Калмацкий брод через реку Реж, где проходил соляной путь из казахских степей на уральский север. Название «брод» получил от калмыков, живших в верховьях Иртыша и Оби и нападавших на русские поселения на Урале.

## Школа
Смешанная школа грамоты была открыта в 1884 году и помещалась в общественном здании.

## Население
| 2002 | 2010 | 2021 |
| ---- | ---- | ---- |
| 120  | ↘104 | ↘100 |

## Инфраструктура
В селе располагаются четыре улицы: Набережная, Покровская, Уральская, Школьная.